# Bahman Farmanara
Bahman Farmanara (persan: بهمن فرمان‌آرا) (né le 23 janvier 1942  à Téhéran) est un réalisateur et producteur de cinéma iranien.

## En tant que réalisateur
- 1972 : The House of Ghamar Khanum (Khaneye Ghamar Khanum)
- 1974 : Prince Ehtedjab (Shazdeh Ehtedjab)
- 1979 : Tall Shadows of the Wind (Sayehaye bolande baad)
- 2000 : Smell of Camphor, Fragrance of Jasmine (Booye kafoor, atre yas)
- 2002 : A House Built on Water (Khanei ruye ab)
- 2005 : A Little Kiss (Yek boose koochooloo)
- 2008 : Khake ashena
- 2017 : I Want to Dance

## En tant que producteur
- 1976 : Shatranje bad de Mohammad Reza Aslani
- 1976 : Malakout de Khosrow Haritash
- 1976 : Kalagh de Bahram Beizai
- 1976 : Le Désert des Tartares (Il Deserto dei Tartari) de Valerio Zurlini
- 1977 : Gozaresh de Abbas Kiarostami